# 대한민국 형법 제180조
대한민국 형법 제180조는 방수방해에 대한  형법각칙의 일수와 수리에 관한 죄 조문이다.

## 조문
제180조 (방수방해) 수재에 있어서 방수용의 시설 또는 물건을 손괴 또는 은닉하거나 기타 방법으로 방수를 방해한 자는 10년이하의 징역에 처한다.

第180條 (防水妨害)水災에 있어서 防水用의 施設 또는 物件을 損壞 또는 隱匿하거나 其他 方法으로 防水를 妨害한 者는 10年 以下의 懲役에 處한다.

## 참고 문헌
- 김재윤, 손동권, 새로운 형법각론, 율곡출판사, 2013. ISBN 978-89-974283-4-2

## 같이 보기
- 일수와 수리에 관한 죄